# 3866 Langley
A 3866 Langley (ideiglenes jelöléssel 1988 BH4) a Naprendszer kisbolygóövében található aszteroida. Henri Debehogne fedezte fel 1988. január 20-án.